# Allomengea coreana
Allomengea coreana is een spinnensoort in de taxonomische indeling van de hangmatspinnen (Linyphiidae).
Het dier behoort tot het geslacht Allomengea. De wetenschappelijke naam van de soort werd voor het eerst geldig gepubliceerd in 1969 door Kap Yong Paik & Takeo Yaginuma.